# SN 1975S
SN 1975S – supernowa typu II odkryta 30 grudnia 1975 roku w galaktyce NGC 1325. W momencie odkrycia miała maksymalną jasność 14,60m.